# Шавуот
Шавуо́т, Шабуот (івр. שָׁבוּעוֹת), Швуес (їд. שבועות) — свято в юдаїзмі що відзначається 6 сівана за еврейським календарем, на 50 день омеру. Початково одне з паломницьких свят пов'язане зі збором нового врожаю. Починаючи з II ст. до н.е. асоціюється з даруванням євреям Тори на горі Синай при виході з Єгипту. За межами Ерец-Ісраель свято триває два дні. Державне свято та загальний вихідний день у сучасному Ізраїлі.

## Назви
- Хаґ га-Шавуот (івр. חג השבועות) — «Свято Тижнів». Назва пов'язана із заповіддю вести лік семи тижнів від Песаху[he]. Вперше згадується у Книзі «Шмот»:

|  | וחג שבעת תעשה לך, בכורי קציר חטים |

| " | …Святкуватимеш свято седмиць - свято первоплоду пшеничних ужинків… (Вих. 34:22) | " |

- Хаґ га-Кацир (івр. חג הקציר) — «Свято врожаю».

|  | וחג הקציר ביכורי מעשיך אשר תזרע בשדה |

| " | І свято жнив первопло́ду праці твоєї, що сієш на полі. (Вих. 23:16) | " |

- Ацерет (івр. עֲצֶרֶת) — «Зупинка», або «Утримання». Така назва з'являється у Талмуді та у працях мудреців ХаЗаЛю. Вона походить від заборони праці у цей день та завершення періоду пов'язаного з Песахом із встановленими для нього обмеженнями, тому що це своєрідне доповнення до Песаху (закінчення Песаху)[3].
- Йом га-Бікурім (івр. יום הביכורים) — «День перших плодів». Назва вперше з'являється у книзі «Ба-Мітбар» та походить від заповіді приносити жертву до Храму.

|  | בְיוֹם הַבִּכּוּרִים, בְּהַקְרִיבְכֶם מִנְחָה חֲדָשָׁה לַה', בְּשָׁבֻעֹתֵיכֶם: מִקְרָא קֹדֶשׁ יִהְיֶה לָכֶם, כָּל מְלֶאכֶת עֲבֹדָה - לֹא תַעֲשׂוּ |

| " | У день первоплодів, коли принесете Господеві нову офіру, на свято седмиць, будуть у вас святі збори; ніякої важкої роботи не виконуватимете (Чис. 28:26) | " |

- Зман Матан-Тора (івр. זְמַן מתן תורה) — «Час дарування Тори». Ця назва не з'являється у ТаНаХу, а походить від мудреців, через те що вказано в Писанні що саме в ці дні Вс-вишній дав Мойсею Десять заповідей. Прийнято збиратись громадою в синагозі щоб слухати Декалог івритом та мовою місцезнаходження громади.
- Йом га-Хамішим (івр. יום החמישים) — «П'ятдесятий день»: Цей день названий так тому, що він завершує 49 днів відліку Омера[he]
- Йом га-Кагал (івр. יום הַקְּהֵל) — «День зібрання», названий на честь зібрання ізраїльтян під час підготовки до подій на Синаї.
- Хаґ га-Маім. Ще одна популярна назва — «Свято води»[he] (івр. חג המים), тому що діти та молодь, як правило, ведуть під час нього водні війни, дотримуючись стародавнього звичаю серед північноафриканських євреїв обливати один одного водою на Шавуот. Походженням звичаю є мідраш, згідно з яким Тора керувалася водою[4].

Абревіатура назв свята — ХаКаТ ШиВАА (івр. חקת שבעה) — (חמישים, קציר, תורה, שבועות, ביכורים, עֲצרת, הַקְהֵל).

## Закони та звичаїчасів Храму
Наразі єдиною виконуваною заповіддю, що встановлена Торою, є заборона праці у цей день, проте за часів існування єрусалимського храму закон вимагав виконання й інших настанов.
Так Шавуот був другим із трьох паломницьких свят. На Песах, Шавуот та Сукот кожному чоловіку належало здійснити паломництво до Храму. 
| " | Три рази в році вся чоловіча стать буде з'являтися перед лице Господа, Бога твого, у місці, яке Він вибере: у свято Опрісноків, і в свято Тижнів, і в свято Кучок (Втор. 16:16) | " |

### Хлібна жертва та жертва першоплодів

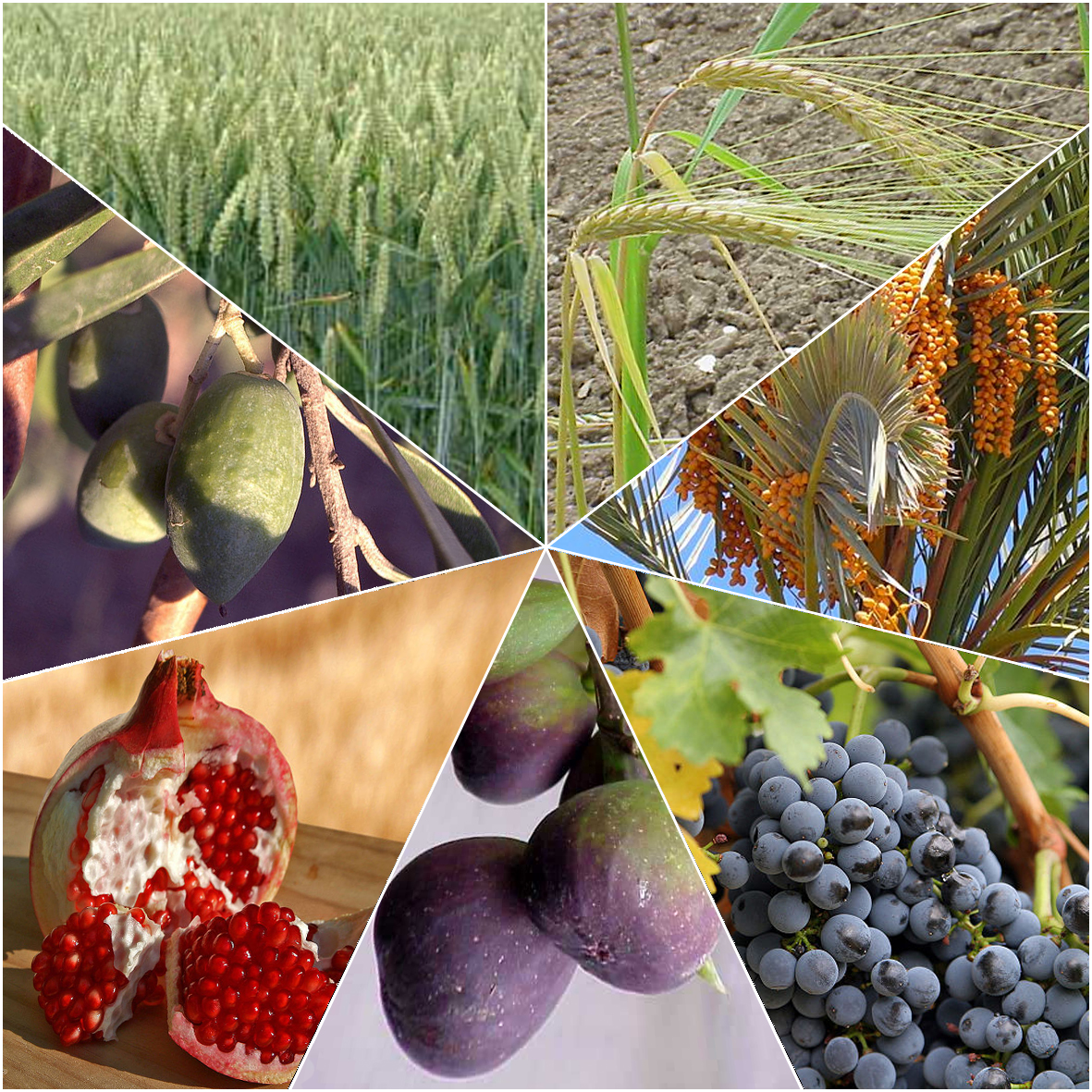
«Сім видів»

За часів існування Єрусалимського Храму в цей день приносилася особлива хлібна жертва — «Два хліби» (івр. שְׁתֵּי הַלֶּחֶם). Обов'язок принести жертву встановлений Торою: 
| " | 3 ваших осель принесете два хлі́би колиха́ння, — дві десяті ефи́ пшеничної муки будуть вони, будуть спечені ква́шені, первопло́ди для Господа. (Лев. 23:17) | " |

Ці дві хлібини спечені із пшениці нового врожаю були квасні на відміну від прісних хлібів що приносилося в жертву в інших випадках. Це символізує завершення періоду від Песаху до Шавуоту — від заборони квасного, до дозволу та прийнятності його як жертви.
Оскільки заборонено випікати хліб у свято, хліби для жертви випікали напередодні, а якщо Шавуот припадав на неділю то у п'ятницю, адже це заборонено і в Шабат.
Жертва «Двох хлібів» була першою із семи жертв першоплодів які приносили починаючи від Шавуоту і до Сукоту за мірою дозрівання плодів. Належало приносити плоди «Семи видів» — семи рослин згаданих у Торі як символи рясноти Землі Ізраїлю
| " | ...кра́ю пшениці, й ячме́ню, і винограду, і фіґи, і грана́ту, до краю оли́вкового де́рева та меду... (Втор. 8:8) | " |

Хлібна жертва була суспільною, тобто приносилась від імені всього народу, усі подальші —індивідуальні.

## Сучасні звичаї свята
Одним із сучасних атрибутів свята є звичай вдягатися у білий одяг. Хоч ця традиція не має значного підґрунтя, окрім поширеного у багатьох культурах сприйняття білого кольору як символу чистоти, вона дуже поширена серед сучасних юдеїв.
Поширеним є звичай юдеїв Північної Африки святкувати Шавуот як свято води. Джерелом традиції вважають праці Моше бен Маймона Єлібаза — рабина міста Тарудант що жив у XVI ст. Початково звичай існував як традиція обливати водою читача «Азгарот» у синагозі та наречених що мають одружитися цьогоріч. Із переїздом до Ізраїлю евреїв Магрибу звичай зберігся як дитяче свято обливання та ігор з водою.

### Зелені свята
Звичай ашкеназьких євреєв прикрашати синагоги та дома зеленими гілками та квітами згадується з XIV ст. та походить від мідрашів за якими гора Синай вкрилася зеленню та квітами під час дарування Тори. 

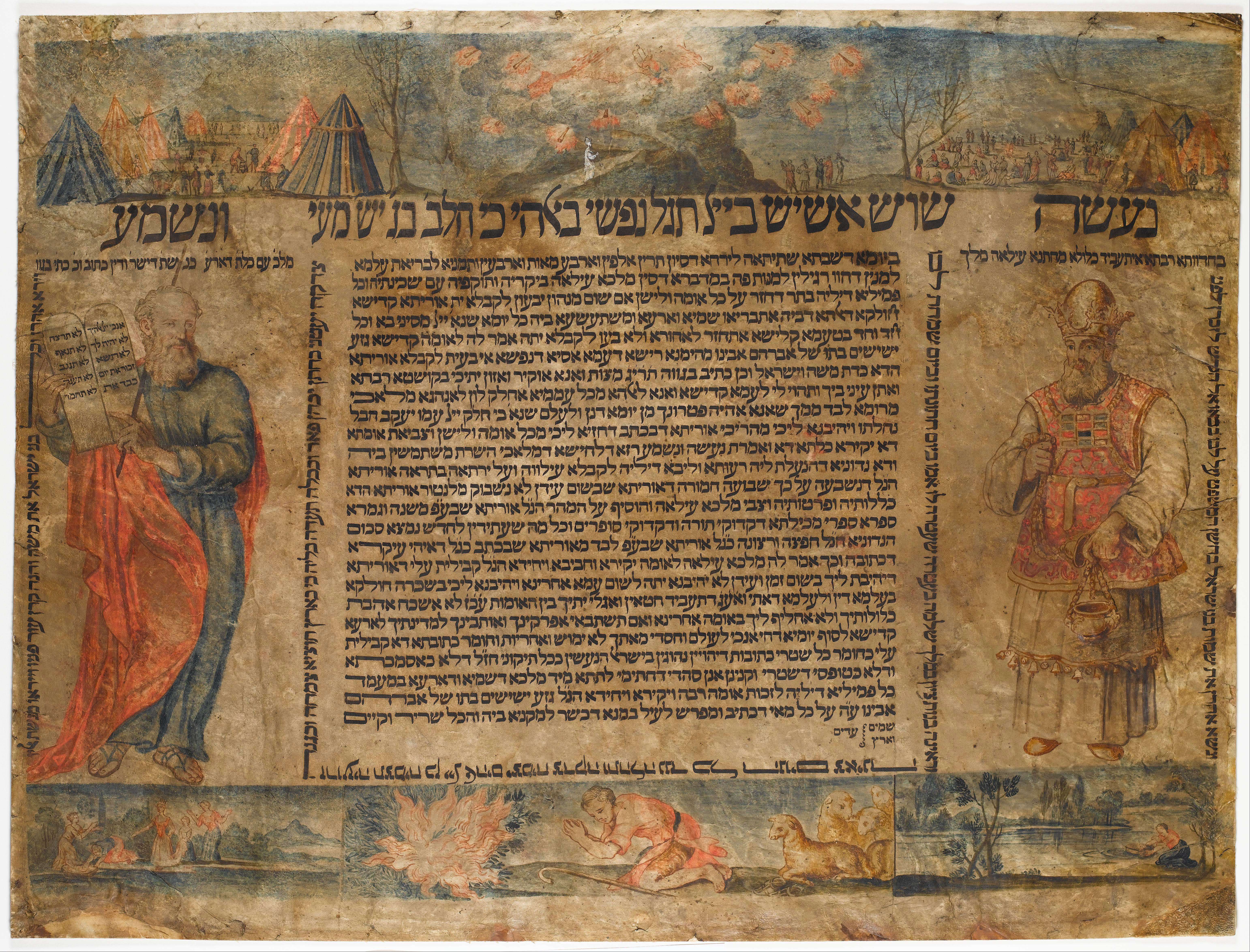
«Почуто та зроблено». Символічна ктуба між Богом та народом Ізраїлю

У деяких синагогах прийнято прикрашати гілками біму на зразок весільного шатра. Подібно до нареченої що під хупою отримує ктубу — народ ізраїлю отримав на Синаї Тору.
Проте деякі авторитетні рабини, зокрема Віленський Гаон, вбачаючи в цьому звичаї уподоблення до християнської традиції різдв'яної ялинки постановили що таке прикрашання порушує заповідь не вподобливатись язичникам.

### Молоко та мед
Святкова трапеза в Шавуот традиційно включає молочну їжу. Цей звичай ймовірно виник у Франції в пізньому середньовіччі та поширився серед європейських юдеїв. Перша згадка про нього належить рабину Авіґдору Царфаті, що жив у Франції в 13 ст. Хоча давні сефардські джерела не згадують такий звичай, сьогодні вони дотримуються його рівно, як й східні євреї, які перейняли його у 20 ст. Страви якими ласують на Шавуот це, перш за все, притаманні місцевим кухням різновиди налисників, пирогів та вареників із сирними начинками та інші страви на молочній основі. Залежно від фінансового стану та інших обставин трапеза може бути від багатої до суто символічної.
|                                 | Дивна жінка оця Песя. Скрізь вона суне свого носа, їй треба неодмінно знати, чи є в нас молочний обід на свято? — З приводу чого ви це запитуєте? — питає в неї мама. — Просто так собі! — каже Песя, піднімає хустку і простягає мамі горщик сметани. Мама відштовхує горщик обома руками. — Господь з вами, Песю! Що це ви робите? Хто ми такі? Ми ж неабихто, боронь Боже! Ви мене хіба не знаєте? — Навпаки,— виправдується Песя,— саме тому, що я вас знаю. Корівчина, нівроку, останнім часом поправилась. Є, нівроку, сир і молоко. Я вам позичаю... Ви мені, Бог дасть, повернете... ...Сметана, яку наша сусідка, гладка Песя, позичила нам, стала в пригоді. Я і мій брат Еля відбули молочний обід, вмочаючи вдвох свіжий калач у блюдечко з холодною сметаною. |
| — Шолом-Алейхем, «Хлопчик Мотл» | |

Єврейська традиція наводить багато пояснень та символічних сенсів молочної їжі у Шавуот.
- Отримавши Тору юдеї зголосились виконувати вимоги кашруту, як частину з 613 заповідей. Тож повернувшись з Синаю вони не могли їсти м'яса, яке відтепер потребувало особливої підготовки: ритуального забою худоби, ретельного вилучення крові та виконання інших новоотриманих настанов. За оповідями Мішни перші дні юдеї задовільнялись молочною їжею.
- На думку юдейськіх богословів цар Соломон у «Пісні понад піснями» із медом та молоком ототожнює саме Тору отриману у ці дні

| " | ... мед і молоко в тебе з язика стікає... (Пісн. 4:11) | " |

Звідси походить, також, звичай пригощати дітей, що починають вивчати Тору, медом, аби сформувати приємні спогади.
- Подібно, як мати дає молоко своїй дитині, Бог дарував Тору євреям. Молоко виступає, як символ піклування та любові матері до дитини, Бога до євреїв та людства[9].

В сучасному Ізраїлі знаходяться поодинокі активісти, які закликають не захоплюватись надміру дотриманням цієї традиції, активно підтримуваної виробниками молочних продуктів, та вказують на надмірну комерціалізацію цього звичаю
.

## Всенощне вивчення Тори
Починаючи з 16 ст. поширений звичай у ніч свята вивчати окремі частини Тори та книги мудреців. Збірка молитв та сам процес має назву «Тікун Лель Шавуот» (івр. תיקון ליל שבועות) та вперше згадується у книзі «Зогар»
Цей процес має різні начення та пояснення від простих до містичних:

### Сувій Рут
Перед читанням Тори в ашкеназскіх громадах читають Сувій Рут.

## Дати свята в найближчі роки
| Рік за юдейським календарем | Рік за григоріанським літочисленням | Дата      |
| --------------------------- | ----------------------------------- | --------- |
| 5782 תשפ"ב                  | 2022                                | 5 червня  |
| 5783 תשפ"ג                  | 2023                                | 26 травня |
| 5784 תשפ"ד                  | 2024                                | 12 червня |
| 5785 תשפ"ה                  | 2025                                | 2 червня  |
| 5786 תשפ"ו                  | 2026                                | 22 травня |
| 5787 תשפ"ז                  | 2027                                | 11 червня |
| 5788 תשפ"ח                  | 2028                                | 31 травня |
| 5789 תשפ"ט                  | 2029                                | 20 травня |
| 5790 תש"צ                   | 2030                                | 7 червня  |
| 5791 תשצ"א                  | 2031                                | 28 травня |

За еврейським календарем свято починається у вечорі доби напередодні і закінчується у вечорі цього дня, в диаспорі (поза Ерец-Ісраель) Свято відзначають дві доби 6 і 7 сівана.